# U-Boot von Tredegar Iron Works
Das U-Boot von Tredegar Iron Works wurde im September 1861 bei Tredegar Iron Works in Richmond für die Konföderierten Staaten von Amerika gebaut. Die Arbeiten wurden durch den Offizier und Sprengstoffexperten William Cheeney, der der U-Boot-Abteilung in Richmond zugeordnet war, beaufsichtigt.

## Beschreibung
Über das Tredegar U-Boot, das auch als „Höllenmaschine“ (englisch infernal machine) bezeichnet wurde, ist nur sehr wenig bekannt. Der Bau des kleinen U-Boots wurde im September 1861 begonnen. Es hatte die Form einer Zigarre und bot drei Besatzungsmitgliedern Platz, einem Taucher und zwei Männern, die mit der Navigation und der Fortbewegung betreut waren. Die einzige Zeichnung, die erhalten blieb, zeigt einen Propeller für ein U-Boot von 1,17 m Durchmesser mit einer Bohrung von 5,08 cm. Die Lieferung an William Cheeney beinhaltete eine Luftpumpe, Teile für Taucherglocken, Dampfkesselplatten, Bolzen, Roheisen, Messingrohrleitungen und geschliffenes Glas für Bullaugen.
Die Spionin Elizabeth H. Baker, die im Auftrag von Allan Pinkerton agierte, gewann das Vertrauen des Konföderierten Captains Atwater und seiner Frau. So konnte sie einer Vorführung des U-Boots beiwohnen. Hierfür wurde ein Prahm auf dem James River vor Anker gelegt. In einer Entfernung tauchte das U-Boot unter und man konnte nur noch den Schwimmer sehen, an dem ein Schnorchelschlauch zur Frischluftversorgung angebracht war. Dieser bewegte sich langsam auf das Schiff zu und kam schließlich zum Stehen. Ein Taucher verließ unbemerkt das U-Boot und befestigte eine Mine an dem Prahm. Dann entfernt sich das U-Boot und zündete die Sprengladung in sicherer Entfernung mit einer Abzugsleine und versenkte den Prahm.
Am nächsten Tag erhielt Frau Baker noch eine Führung durch die Fabrik Tredegar Iron Works. Hier war ein weiteres U-Boot in Bau. Dieses war größer, es hatte eine Länge von 40–50 Fuß (12–15 m) und eine Breite von 6 Fuß (etwa 1,80 m). Anhand des Berichts von Frau Baker entwickelte man verschiedene Abwehrmechanismen. Man könnte das U-Boots anhand des Schwimmers bemerken. Mit einem Netz, das ein Schiff umgibt und fünf Meter tief ins Wasser reicht, könnte man verhindern, dass das U-Boot unter das Schiff gelangt und ein dreieckiges Gitter könnte man auf den Schwimmer werfen und so den Schwimmer unter Wasser bringen und die Luftzufuhr unterbinden.

## Angriff auf die USSMinnesota
Als während des Sezessionskriegs Virginia zu den Konföderierte Staaten wechselte, konnten die Nordstaaten an der Mündung des James River halten und so den Seehandel der Städte an diesem Fluss unterbinden. Aus diesem Grund plante man einen Angriff auf die USS Minnesota, das Flaggschiff der Nordstaaten. Am 12. Oktober 1861 brachte man das Tredegar U-Boot zum Sewell's Point. Von hier aus nahm man untergetaucht Kurs auf das Schiff. Als man glaubte, sich unterhalb des Ziels zu befinden, versuchte der Taucher die Sprengladung an der Bilge anzubringen. Da man im untergetauchten Zustand nur mit Hilfe des Kompasses navigieren konnten, hatte man das Ziel verfehlt und befand sich unterhalb des Klüverbaums. Daraufhin brach man die Operation ab, strandete das U-Boot an der Küste und schleppte es nach Norfolk.
Drei Wochen später versuchte man einen weiteren Angriff auf ein Kanonenboot. Die aufmerksame Crew erspähte jedoch den Schwimmer, zog ihn aus dem Wasser und kappte den Schnorchelschlauch. Das U-Boot wurde geflutet und die Besatzung ertrank. Der weitere Verbleib des U-Boots ist unbekannt.